# Nick Lachey
Nicholas Scott Lachey (Harlan, 9 novembre 1973) è un cantante e attore statunitense.

## Biografia

### 98º Degrees
Assieme al fratello Drew frequenta la Cincinnati's school for the creative and performing arts. Qui si mette in mostra per le sue doti canore e sportive. Anni dopo, saputo di un provino per una nuova boy band, parte assieme al fratello alla volta di Los Angeles. Sia lui che il fratello superano il provino, ed assieme a Jeff Timmons e Justin Jeffre formano i 98 Degrees.
Negli anni successivi il gruppo pubblica 5 album piazzando vari singoli nelle classiche di numerosi paesi, singoli come The Hardest Thing e Give Me Just One Night. Hanno l'onore di duettare con Stevie Wonder nel brano True to Your Heart che fa da colonna sonora al cartoon Disney Mulan e di partecipare al brano Thank God I Found You di Mariah Carey. All'inizio del 2002 la band si divide, e Nick decide di intraprendere la carriera solista.

### Solista
Alla fine del 2002 Nick sposa Jessica Simpson conosciuta 10 mesi prima, e assieme intraprendono l'avventura televisiva del reality show di MTV Newlyweds: Nick and Jessica. Nel novembre del 2003 pubblica il suo primo album solista SoulO con i singoli This I Swear (che fa da tema a Newlyweds) e Shut Up. Nel maggio 2006 pubblica il suo secondo album What's Left of Me anticipato dal singolo omonimo, e a seguire I can't hate you anymore.
Oltre alla musica si è dedicato alla recitazione, infatti ha ottenuto un ruolo in Vita da strega con Nicole Kidman, è stato guest-star in alcuni episodi di Hope & Faith e Streghe. Nell'estate del 2006 Nick gira tutta l'America con il suo What's Left of Me Tour fermandosi nelle città più importanti. Nel 2007 ottiene un piccolo ruolo nel film horror La setta delle tenebre. Appare nell'episodio 21 della stagione 6 di One Tree Hill, Le seconde opportunità dove canta il brano "All in my head" interpretando se stesso. Appare anche nell'episodio 23 Uniti per sempre ma canta solo per pochi secondi.

#### Vita privata
Dopo il matrimonio con Jessica Simpson, sciolto nel 2005, ha avuto una relazione con Kim Kardashian. Il 15 luglio 2011 ha sposato Vanessa Minnillo. La coppia ha tre figli: Camden John Lachey, nato il 12 settembre 2012; Brooklyn Elisabeth Lachey, nata il 5 gennaio 2015 e Phoenix Robert Lachey, nato nel 2017.

## Discografia
Album in studio
- 2003 – SoulO
- 2006 – What's Left of Me
- 2013 – A Father's Lullaby
- 2014 – Soundtrack of My Life

## Filmografia
| Anno | Titolo                 | Ruolo               |
| ---- | ---------------------- | ------------------- |
| 2005 | The Hard Easy          | Jason Burns         |
| 2005 | Vita da strega         | Soldato del Vietnam |
| 2006 | She Said/He Said       |                     |
| 2007 | La setta delle tenebre |                     |

## Serie televisive
| Anno       | Titolo          | Ruolo             | N° Episodi |
| ---------- | --------------- | ----------------- | ---------- |
| 2004       | American Dreams | Tom Jones         | 01         |
| 2004       | I'm with Her    | Tyler Vance       | 01         |
| 2004, 2006 | Streghe         | Leslie St. Claire | 07         |
| 2005       | Hope & Faith    | Chris             | 01         |
| 2006       | Twins           | Charlie           | 01         |
| 2009       | One Tree Hill   | Nick Lachey       | 02         |
| 2011       | Hawaii Five-0   | Tyler             | 01         |